# Gulfstream III
Gulfstream III (USAF oznaka: C-20) je 19-sedežno reaktivno poslovno letalo ameriškega proizvajalca Gulfstream Aerospace (divizija podjetja General Dynamics). GIII je bil razvit na podlagi predhodnika  Grumman Gulfstream II. Na podlagi GIII so pozneje razvili večjega Gulfstream IV.
Poleg komercialnih uporabnikov ga uporabljajo tudi številne letalske sile po svetu. 

## Specifikacije (Gulfstream III)
Podatki iz Jane's Civil and Military Aircraft Upgrades 1994–95; Michell 1994, p. 313.
Splošne karakteristike
- Posadka: 2 ali 3
- Število sedežev: 19 potnikov (standard)
- Dolžina: 83 ft 1 in (25,32 m)
- Razpon kril: 77 ft 10 in (23,72 m)
- Višina: 24 ft 4½ in (7,43 m)
- Površina kril: 934,6 sq ft (86,83 m²)
- Vitkost: 6,0:1
- Teža praznega letala: 38000 lb (17236 kg)
- Maks. vzletna teža: 69700 lb (31615 kg)
- Pogon letala: 2 × Rolls-Royce Spey RB.163 Mk 511-8 Turbofan, 11400 lbf (50,7 kN) vsak

 Zmogljivost 
- Maks. hitrost: 576 mph (501 vozlov, 928 km/h) (maks. potovalna hitrost)
- Potovalna hitrost: 508 mph (442 vozlov, 818 km/h) (hitrost za dolg dolet)
- Hitrost porušitve vzgona: 121 mph (105 vozlov, 194 km/h)
- Doseg: 4200 milj (3650 nmi, 6760 km) (z 8 potniki, in IFR rezervami)
- Višina leta: 45000 ft (13716 m)
- Hitrost vzpenjanja: 3800 ft/min (19,3 m/s)

## Zunanje poveuzave
- Uradna stran podjetja Gulfstrem
- Predstavnosti o temi Gulfstream III v Wikimedijini zbirki

Predloga:Gulfstream